# Julius Adams Stratton
Julius Adams Stratton (Seattle, 18 mei 1901 – Boston, 22 juni 1994) was een Amerikaans onderwijsdeskundige.
Stratton volgde één jaar een opleiding aan de Universiteit van Washington, waar hij zich aansloot bij het Zeta Psi-korps, waarna hij in 1920 overstapte naar het Massachusetts Institute of Technology (MIT). Daar haalde hij in 1923 zijn bachelor en in 1926 zijn master in  Electrical Engineering and Computer Sciences.

## Tweede Wereldoorlog
Tijdens de Tweede Wereldoorlog werkte Stratton op het Radiation Laboratory van MIT aan de ontwikkeling van LORAN. In 1942 werd hij de deskundig adviseur van de danmalige Minister van Oorlog Henry Lewis Stimson. In die functie droeg hij onder meer bij aan het theoretische deel van het radargebruik tijdens de Landing in Normandië. Later kreeg Stratton daarvoor de Médaille militaire.

## Professioneel academisch leven
Stratton werd later (de elfde) directeur van MIT tussen 1959 en 1966, nadat hij er vanaf 1928 al assistent-hoogleraar, hoogleraar (vanaf 1941), provoost (academisch onderhouder), vice-directeur en kanselier was geweest. Na zijn pensioen werd hij er president emeritus. Tussen 1966 en 1971 was Stratton tevens voorzitter van de liefdadigheidsinstelling Ford Foundation.
Stratton was daarnaast een van de stichtende leden van de National Academy of Engineering. In 1961 ontving hij de Faraday Medal. Het Julius Adams Stratton Student Center op het adres 84 Massachusetts Avenue is naar hem vernoemd.

## Onderscheidingen
In 1957 werd hij voor zijn buitengewone bijdragen aan de radiotechniek onderscheiden met de IEEE Medal of Honor, de hoogste eer van het IEEE. 

## Hartelijk in memoriam
Directeur emeritus Francis E. Wylie schreef ter nagedachtenis aan Stratton na zijn overlijden over zijn opvallende eerlijkheid als een van zijn belangrijkste waarden. "Dr. Stratton, destijds mijn natuurkunde-leraar, kwam ooit de klas binnen met een verontschuldiging en de mededeling dat hij geen les gaf die dag. Hij had, zei hij, niets voorbereid. Er zijn ontelbare uitvluchtmogelijkheden die een leraar op zo'n moment heeft, zoals een overhoring geven, maar hij deed niet aan dergelijke bluf."¹